# Ana Kasparian

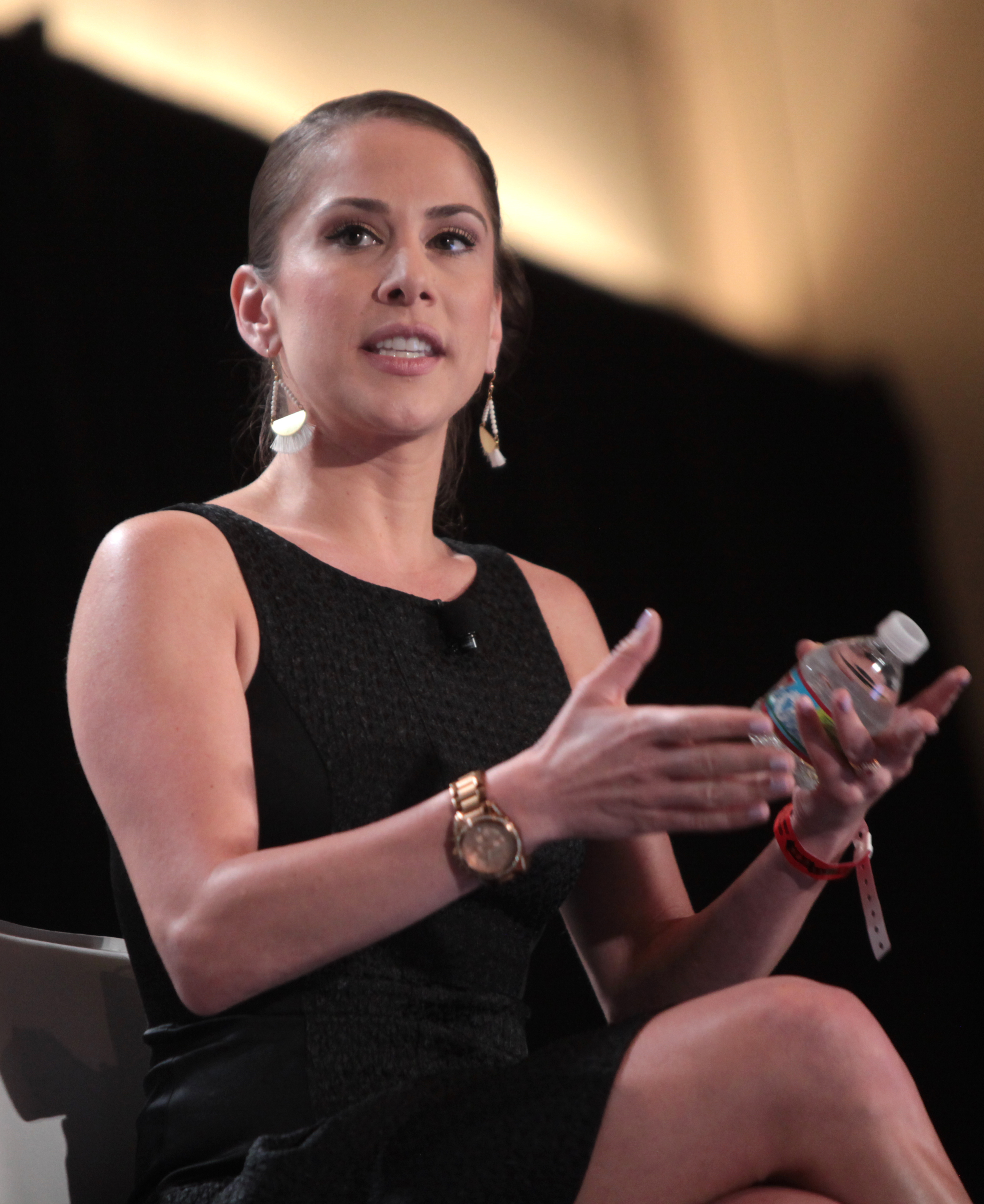
Ana Kasparian (2016)

Anahit Misak Kasparian (armenisch Անահիտ Միսաքի Գասպարյան, westarmenische Aussprache ɑnɑˈhid miˈsɑkʰ kʰɑsbɑˈɾjɑn; * 7. Juli 1986 in Los Angeles) ist eine armenisch-US-amerikanische Fernsehmoderatorin und Produzentin für die Online-Nachrichtensendung The Young Turks sowie Dozentin für Journalismus.
Kasparian begann 2007 als Fill-in-Produzentin für The Young Turks und ist heute Moderatorin der Hauptsendung sowie Moderatorin von The Point auf dem TYT Network. Sie erschien auch auf der Fernsehversion der Show auf Current TV.

## Biografie
Kasparian wuchs als Tochter armenischer Einwanderer im Stadtteil Reseda im San Fernando Valley auf. Ihre Großeltern väterlicherseits sind Überlebende des Völkermords an den Armeniern von 1915. Sie sprach Armenisch als Erstsprache und trat in den Kindergarten ohne Englisch-Kenntnisse ein. Nach dem High-School-Abschluss an der Valley-Alternative-Magnet-Hochschule von Van Nuys studierte sie an der California State University, Northridge, wo sie 2007 einen Bachelor of Arts in Journalismus erwarb. Sie vollendete ihren Master der Politikwissenschaften im Jahre 2010 und lehrt seit 2013 an der California State University, Northridge.
Kasparian arbeitete als Producer bei CBS-Radio-Nachrichtenstationen in Los Angeles, zuerst bei KFWB und dann KNX. Sie arbeitet auch mit AOL News, YouTube, TidalTv und On Point. Zusätzlich zu ihrer Moderatorenarbeit auf TYT erschien Ana Kasparian auch auf der englischen Version des russischen Russia Today und RT America. Kasparian wurde auch Produzentin und zusammen mit Cenk Uygur Co-Moderatorin auf dem progressiven Talkradio auf Sirius XM Radio und der Internet- bzw. Fernsehshow The Young Turks. Sie moderierte verschiedene Sendungen des TYT Network, unter anderem TYT University, eine Sendung, die sich auf Angelegenheiten von Universitätsstudenten fokussierte, und The Point. Seit 2019 präsentiert sie die montäglich ausgestrahlte Sendung NoFilter with Ana Kasparian und ist sowohl Host als auch Executive Producer (mit voller redaktioneller Entscheidungsgewalt) der Hauptsendung The Young Turks des TYT Network.
Wegen der früheren Haltung ihres Vorgesetzten und Co-Hosts Cenk Uygur zum Völkermord an den Armeniern (Aghet), wurde Kasparian wiederholt kritisiert und äußerte sich erst 2018 erstmals öffentlich dazu: In ihrer Sendung NoFilter with Ana Kasparian wies sie nach, dass Uygur den Genozid an den Armeniern als Fakt ansehe.  Sie nahm dabei Bezug auf eine kurz vorher ausgestrahlte Episode von The Young Turks. Die Vorwürfe, den Völkermord immer noch zu verneinen, entkräftete er in der Folge mehrere weitere Male.
Ana Kasparian definiert sich selber als Agnostikerin. Sie ist seit 2016 mit dem ehemaligen Baseballspieler und Schauspieler Christian Lopez verheiratet.
Kasparian ist als Moderatorin für den Youtube-Kanal des Jacobin-Magazins tätig.

## Distanzierung von der Demokratischen Partei
Im Oktober des Jahres 2024 positionierte sich die früher als klare Demokratin gehandelte Kasparian gegen die Demokratische Partei. Laut ihr habe das mehrere Gründe, vor allem jedoch sei für sie eine sexuelle Nötigung durch zwei Männer in Los Angeles 2022 der Grund gewesen. Als sie sich darüber online beschwerte, wurde sie von Linken ("leftists") als Rassistin diffamiert, obwohl sie die Ethnie der Angreifer gar nicht bekannt gegeben hatte. Dieses Ereignis und die darauffolgende Resonanz habe sie daraufhin zum Umdenken gebracht. Nun begreift sie sich als parteilos und Zentristin. Ihre Aussage machte sie auf dem Podcast "keeping it real" von Jillian Micheals.